# Kabupaten de Karangasem
Le kabupaten de Karangasem, en indonésien Kabupaten Karangasem, est un kabupaten d'Indonésie dans la province de Bali situé dans l'est de l'île. Son chef-lieu est Amlapura.
Karangasem est aussi le nom d'un ancien royaume de l'île. Ses souverains portent le titre d' Anak Agung. Aujourd'hui, l'actuel héritier au trône (depuis 1991) n'a pas encore été reconnu comme roi de Karangasem par l'État indonésien.

## Géographie
Karangasem est bordé :
- Au nord, par la mer de Bali,
- À l'est, par le détroit de Lombok,
- Au sud, par l'océan Indien et
- À l'ouest, par les kabupaten de Buleleng, Bangli et Klungkung.

## Districts
- Kubu
- Rendang
- Abang
- Sidemen
- Selat
- Bebandem
- Karangasem
- Manggis

## Histoire
Comme pour la plupart des royaumes balinais, on n'a pas de renseignement sur Karangasem avant le XVIIe siècle.

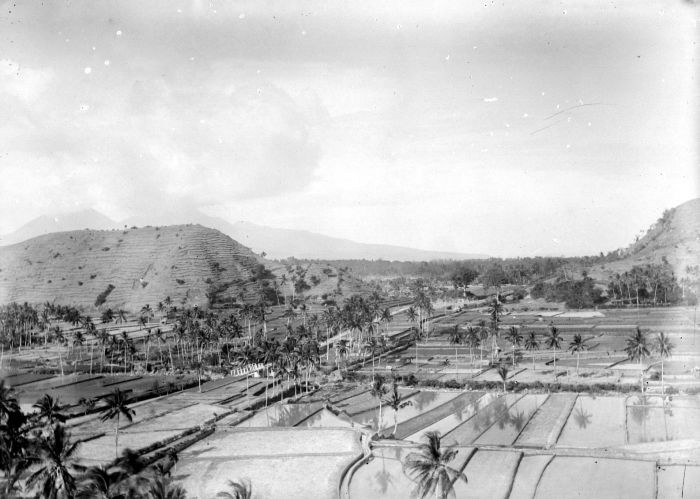
Paysage de rizières (Sawah) à Boegboeg, Karangasem (photo du Tropenmuseum, non datée)

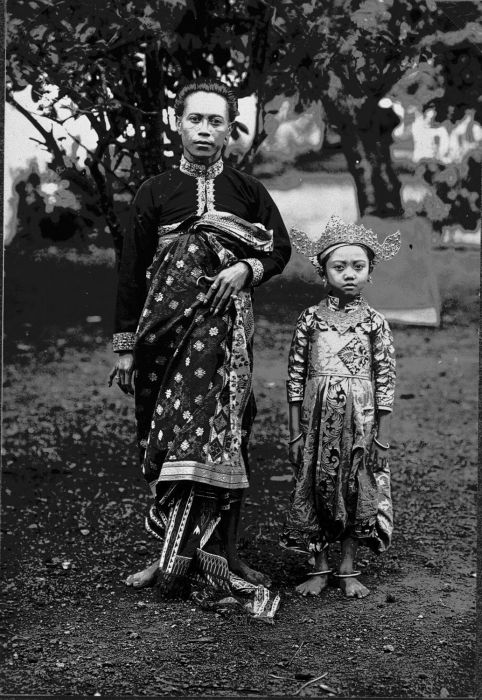
Le souverain de Karangasem (photo prise entre 1910 et 1925

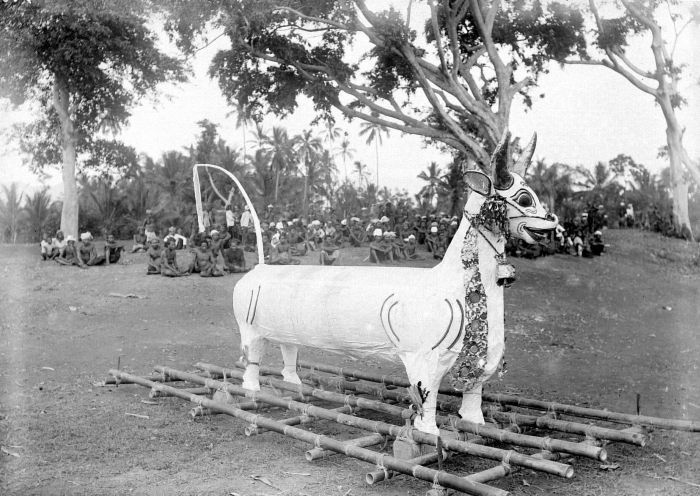
"Patulangan '(cercueil) zoomorphe (en forme de vache) photographié lors d'une cérémonie de crémation à Karangasem

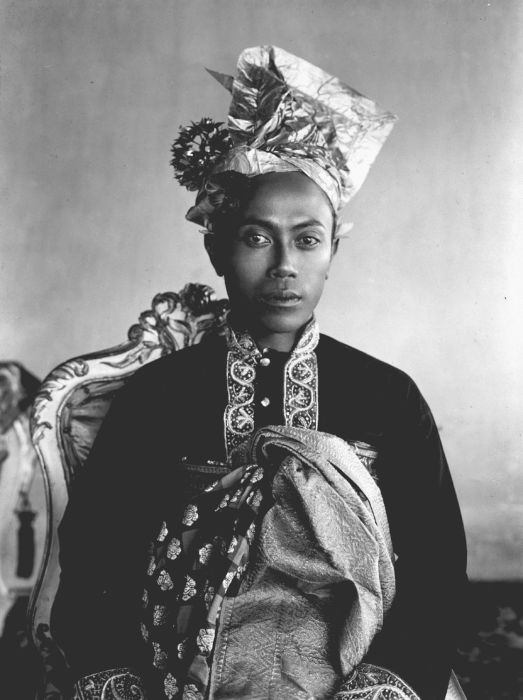
Gusti Bagus Djilantik (régent), vers 1915-1925

Jusqu'en 1650, ces royaumes reconnaissaient la suzeraineté de l'un d'eux, le royaume de Gelgel. Puis l'autorité de Gelgel s'effondra, et Bali devint un ensemble de royaumes se battant entre eux.
Dans les années 1680, Karangasem entreprend une série de campagnes dans l'île voisine de Lombok, que le royaume dispute à ceux du sud de Sulawesi et de Sumbawa. Ce n'est qu'en 1740 que Karangasem assure son contrôle sur cette île. Il crée 6 principautés balinaises dans l'Ouest de Lombok.
À la fin du XVIIIe siècle, Karangasem écrase le royaume de Buleleng dans le Nord de Bali et devient le plus puissant royaume de cette partie de l'île.
Le trafic d'esclaves était une activité économique importante pour les Balinais.
En 1814, alors que l'île de Java est administrée par le lieutenant-gouverneur général Raffles, les Britanniques attaquent Buleleng et Karangasem pour y mettre fin. Les Balinais se soumettent, mais le trafic continue.
En 1841, le gouvernement colonial hollandais convainc les rois de Badung, Buleleng, Karangasem et Klungkung de reconnaître sa suzeraineté.

En 1842 et 1843, ces quatre rois, ainsi que ceux de Tabanan et Lombok, signent avec les Hollandais des traités destinés à mettre fin à la pratique du pillage d'épaves, une autre activité importante pour l'économie balinaise. Le pillage se poursuit néanmoins.
En 1845, Buleleng et Karangasem s'allient pour conquérir les autres royaumes balinais.
Les Hollandais réagissent en attaquant Buleleng en 1846. C'est le début de l'intervention hollandaise à Bali.
En 1849, le roi balinais de Lombok, qui avait accepté la suzeraineté hollandaise, attaque Karangasem, qui passe sous son contrôle. La guerre de Lombok qui éclate en 1894 se traduit par la conquête de l'île par les Hollandais. Karangasem passe donc sous leur contrôle.

## Religions

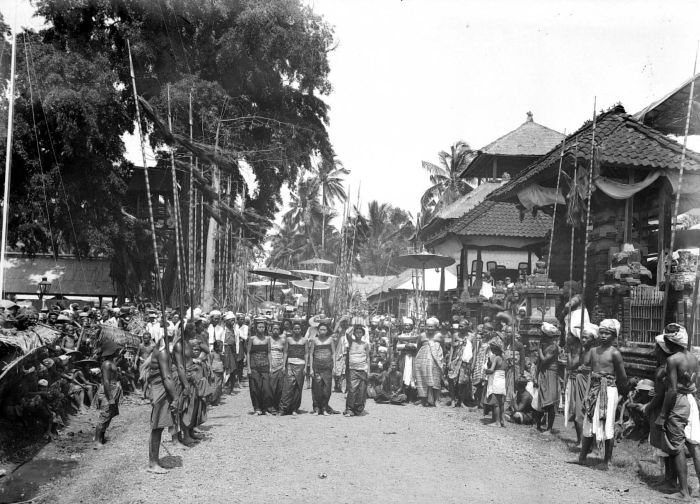
Cortège funèbre pour la crémation de Goesti Djilantik à Karangasem en 1916. Lors de cette crémation, la famille s'est vu accorder une dispense du gouverneur général pour le sacrifice rituel d'un rhinocéros, car l'espèce était à cette époque déjà protégée dans l'île (P. Verger, 2001)

Les populations hindouistes  de Bali ont eu (et ont encore) une position particulière dans l'archipel. L'hindouisme et le bouddhisme avaient eu autrefois beaucoup d'influence sur Java, mais ils ont été interdits ou découragés à la suite de la victoire de dirigeants musulmans aux XVIe et XVIIe siècles. Bali est alors devenue un refuge pour les Javanais ne souhaitant pas vivre sous la férule de souverains musulmans. La crémation était un acte coûteux, notamment pour les dignitaires hindous dont les familles devaient sacrifier  rituellement un rhinocéros.
Aujourd'hui, l'État indonésien ne reconnaît pas l'héritier au trône de Karangasem et celui-ci n'est qu'un simple professeur de l'Université d'Udayana et un docteur.

## Tourisme

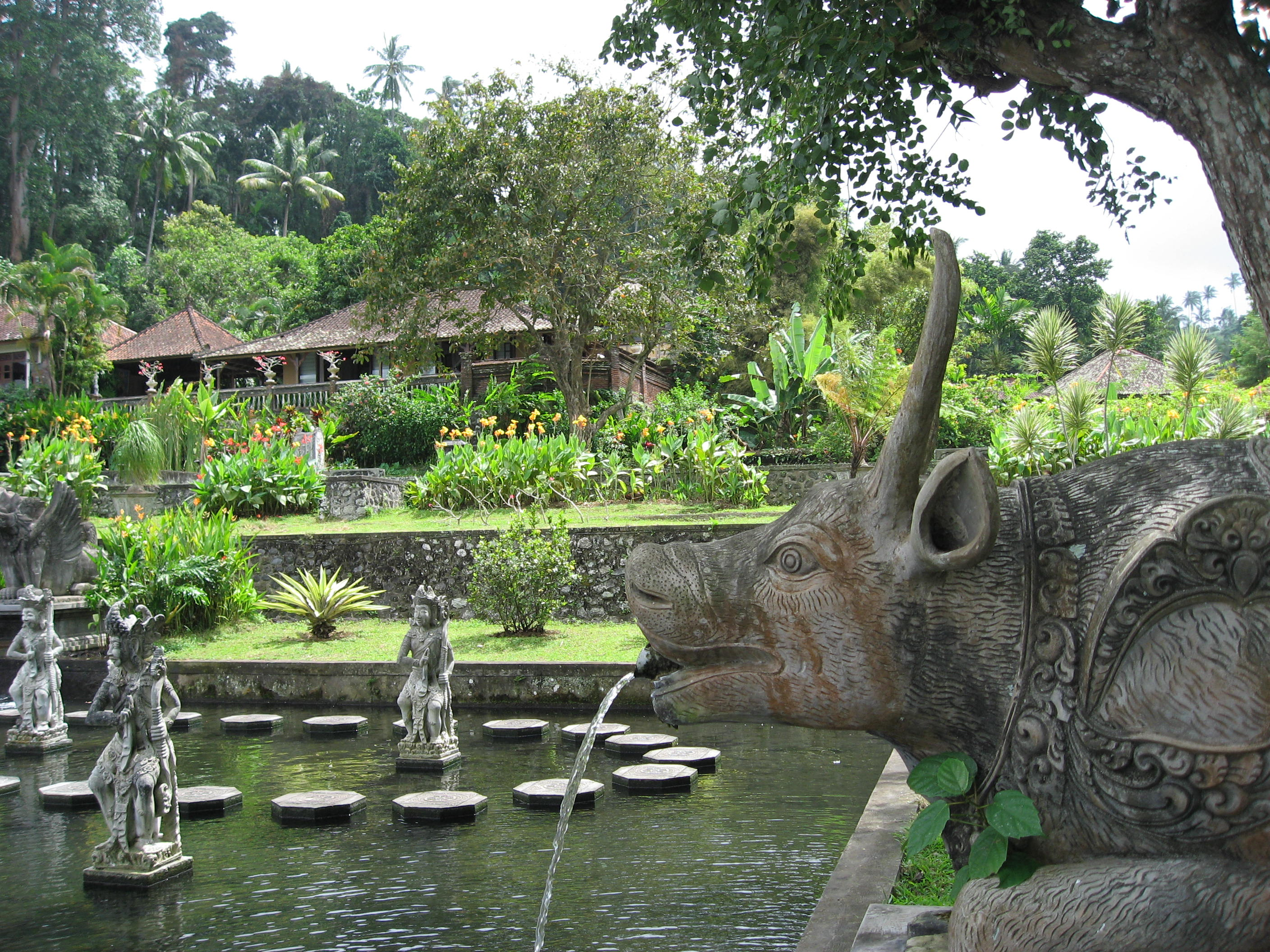
Le palais des eaux de Tirtagangga

- Amed
- Candi Dasa
- Tirta Gangga

## galerie d'images

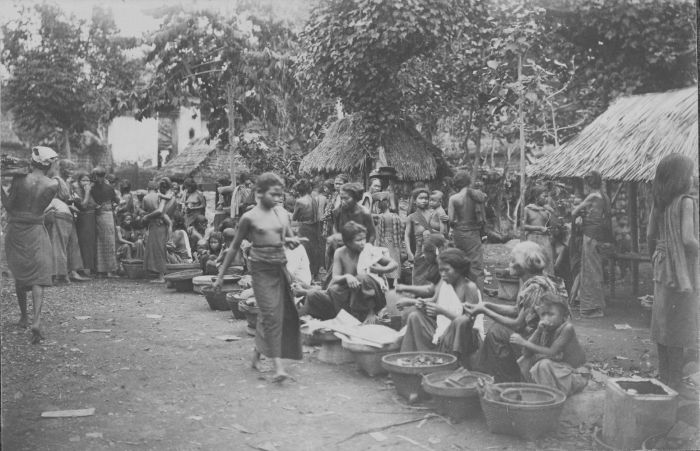
Marché de Karangasem (entre 1910 et 1920)
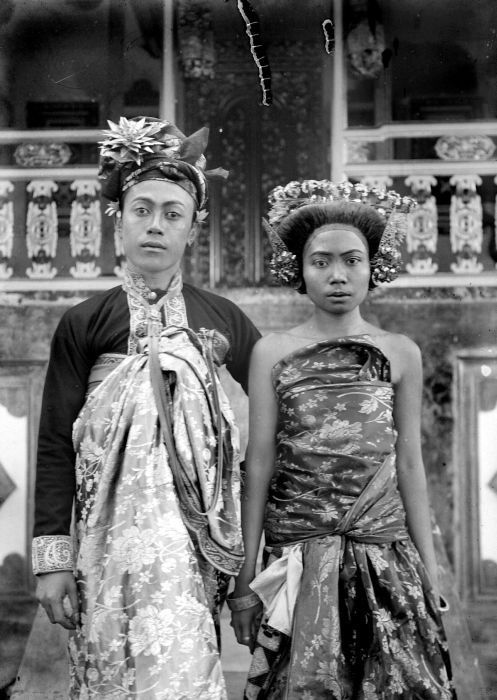
Portrait de Gusti Bagus Djilantik, régent de Karangasem, entre 1915 et 1925
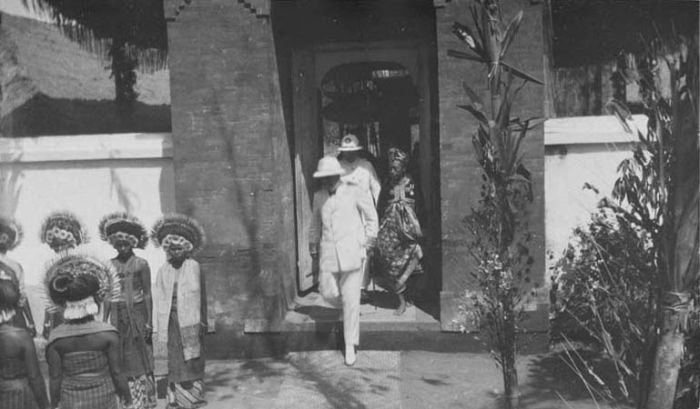
Le gouverneur général (M.D. Fock) rend visite au régent à Lombok (Avril, 1925)
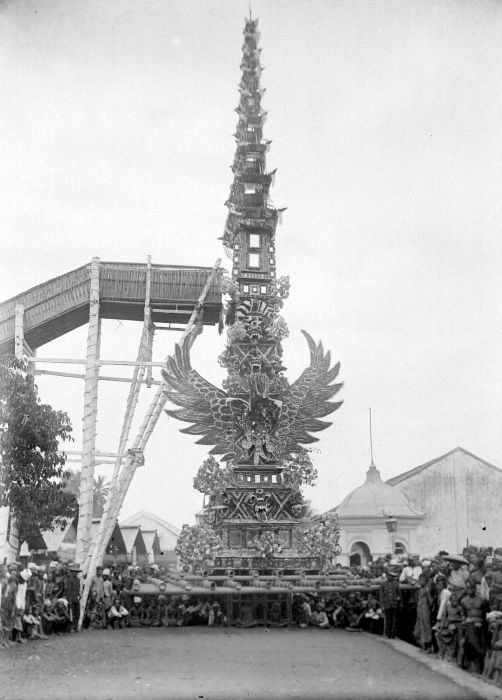
tour de crémation (Wadah) de Goesti Djilantik, en 1926

## Liste des souverains de Karangasem
- Vers 1600 : Gusti Nyoman Karang, selon la tradition descendant à la 5e génération d'Ida Dalam Ketut Kresna Kepakisan (que Gajah Mada, premier ministre du royaume javanais de Majapahit, aurait nommé gouverneur de Bali en 1352)
- Vers 1650 : Ketut Karang, fils du précédent
- Vers 1665 : Wayahan Karangasem, fils du précédent
- Vers 1670 : Nengah Karangasem, fils du précédent
- 1676-1692 : Ketut Karangasem, fils du précédent
- 1692-???? : Made Karang, frère du précédent
- ????-1740 : Wayahan Karangasem, cousin du précédent
- 1740-1775 : Made Karangasem, beau-fils du précédent
- 1775-1806 : Gusti Alian, petit-fils du précédent
  - 1775-???? : Dewata Singa Karangasem, frère du précédent
- 1806-1828 : Dewata Telaga Wurung, fils du précédent
- 1828-1838 : Ngurah Bagus Panji Karangasem, fils de Made Karangasem
- 1838-1839 : Ida Ratu, frère adoptif du précédent
- 1839-1849 : Gusti Cocong, installé sur le trône par Bali
- 1849-1893 : annexion par le roi balinais de Lombok
- 1893-1908 : Anak Agung Gusti Gedé Jelantik, installé sur le trône par Lombok
- 1908-1950 : Anak Agung Agung Anglurah Ketut Karangasem, fils adoptif du précédent
- 1950-1991 : Anak Agung Agung Ngurah Ketut Karangasem, fils du précédent
- 1991- : Anak Agung, fils du précédent (héritier au trône)